# ساكي شيميزو
ساكي شيميزو (باليابانية: 清水佐紀؛ بالكانا: しみず さき) هي مؤدية صوت ومغنية يابانية، ولدت في 22 نوفمبر 1991 في طوكيو في اليابان.

## وصلات خارجية
- الموقع الرسمي
- ساكي شيميزو على موقع IMDb (الإنجليزية)
- ساكي شيميزو على موقع ميوزك برينز (الإنجليزية)
- ساكي شيميزو على موقع ديسكوغز (الإنجليزية)
- ساكي شيميزو على موقع قاعدة بيانات الفيلم (الإنجليزية)